# حركة احتجاج الماوري
حركة احتجاج الماوري هي حركة حقوق للسكان الأصليين في أوتياروا نيوزيلندا. في حين وُجدت هذه الحركة منذ الاستعمار الأوروبي الأول لنيوزيلاندا، نشأ شكلها الحديث في بداية السبعينيات من القرن العشرين، وركزت على مشاكل مثل معاهدة وايتانغي، وحقوق الأراضي الماورية، واللغة والثقافة الماورية، والعنصرية. تحالفت الحركة بشكل عام مع الجناح اليساري بالرغم من اختلافها عن التيار اليساري في عدة طرق. كان معظم أعضاء الحركة من الماوريين، لكنها جذبت بعض الدعم من سكان باكيها النيوزيلانديين (غير الماوريين) وبعض الدعم الدولي، بالأخص من الشعوب الأصلية الأخرى. يجدر بالذكر أن نجاحات الحركة تتضمن إنشاء محكمة وايتانغي، وعودة بعض الأراضي الماورية، والاعتراف باللغة الماورية على أنها لغة رسمية لنيوزيلاندا. تعَد الحركة جزءًا من النهضة الماورية الأكثر اتساعًا.

## لمحة عامة
هناك تاريخ طويل من مقاومة الماوري لباكيها (النيوزيلانديين من الأصول الأوروبية). اعتنق العديد من الماوريين معظم جوانب الثقافة الأوروبية بينما احتفظوا بالعديد من الجوانب من ثقافتهم الخاصة. فمنذ قرابة عام 1500 عام طور الماوريون ثقافة متزايدة مولعة بالحرب يُعتقد بأن لها أصولًا في تبريد المناخ والكوارث الطبيعية الأخرى التي أدت إلى زيادة الاقتتال. بلغت ذروة هذا في معركة هينجاكاكا الهائلة قبل حروب المسكيت بالقرب من تي أواموتو في حوالي عام 1800 حين اشترك 16000 مقاتل، وقُتل قرابة 1600 طبقًا للمؤرخ التاينوي بى تي هورينوي جونز. منذ عام 1805 حتى عام 1843، استمرت قبائل ماوري في قتال بعضهم البعض أثناء حروب المسكيت. ومنذ أربعينيات القرن التاسع عشر حتى سبعينيات نفس القرن، حارب العديد من الزعماء الماوريين، وانضم إليهم لاحقًا أجزاء من قبائل الإيوي، ضد مستوطني باكيها، والجنود في وقت لاحق، وفي عام 1863 خاضت الحروب النيوزلندية. استخدموا أيضًا الالتماسات، والقضايا المعروضة على المحاكم، والوفود المرسلة إلى الملكية البريطانية والحكومات النيوزلندية والبريطانية، والمقاومة السلبية، والمقاطعة لمحاولة تحقيق هدفهم في إنشاء نظام ماوري سياسي منفصل. استُمدت بعض من هذه المقاومات من الطوائف الدينية مثل ماي ماري ورينجاتو. وكان يُنظر إلى أنبياء مثل تي كوتي وروا كينانا وتي ويتي على أنهم نشطاء ماوريين سابقين. وكانت حركة ملك الماوري أيضًا محورًا مهمًا للمقاومة، خاصة في مناطق تاراناكي ووايكاتو، بالرغم من أن دعم تاراناكي لحركة الملك كان محدودًا فقط بعودة ويرمو كينجي، القائد التاراناكي المهيمن، بشكل مفاجئ إلى تاراناكي حين ظهرت زوارق الحكومة الحربية في نهر وايكاتو في رانجيريري. عمل بعض الماوريين أيضًا بداخل أنظمة باكيها مثل البرلمان النيوزلندي من أجل مقاومة فقدان الأراضي والاستعمار الثقافي. كان نجاتا واحدًا من النواب الماوريين الأكثر أهمية ونفوذًا، والذي حاول الجمع بين مزايا كلتا الثقافتين لماوري. أُجبر نجاتا على الاستقالة حين تورط في واحدة من أكبر قضايا سوء الإدارة والتدبير في نيوزلندا، التي تصل إلى نصف مليون جنيه.
منذ الحرب العالمية الثانية، وبالأخص منذ خمسينيات القرن العشرين، انتقل الماوريون من المناطق الريفية إلى المناطق الحضرية بأعداد كبيرة. آمن معظم أهل باكيها بأن نيوزلندا تمتلك علاقات عرقية مثالية، بالرغم من أن العلاقات كانت جيدة مقارنة بالدول الأخرى، وُجد التناغم بشكل أساسي لأن التواصل بين سكان الحضر في باكيها وسكان الريف في ماوري كان شبه منعدم. أظهر تمديُن ماوري الفوارق الثقافية والاقتصادية بين ماوري وباكيها على الملأ. بالإضافة لذلك، واجه العديد من الماوريين الصعوبة في التأقلم مع المجتمع الحضري الحديث على منأى من تأثير الاستقرار المُستمد من الأسرة الممتدة والقبيلة. اتجه البعض للكحول أو الجريمة، وشعر البعض بالضياع والوحدة. وظهرت العديد من المجموعات، وأكثرهم بروزًا رابطة الماوري لرعاية المرأة ومجلس الماوري النيوزيلندي؛ لمساعدة سكان الحضر الماوريين وتوفير صوت موحد للماوريين. كانت هذه المجموعات ملتزمة بالمعايير الحديثة، إلا أنها وجهت النقد للحكومة في العديد من المناسبات.
الاشتراك الأول البارز للماوريين في الاحتجاجات الإصلاحية جاءت أثناء الخلاف حول استبعاد اللاعبين الماوريين من جولة فريق كرة الرجبي النيوزلندي أول بلاكس في عام 1960 في جنوب أفريقيا. ومع ذلك، نظم الاحتجاجات وقادها أهل باكيها.

## قانون تعديل شؤون الماوريين
في منتصف الستينيات من القرن العشرين اعتزمت الحكومة الوطنية جعل أراضي ماوري أكثر اقتصادية عن طريق تشجيع تحويلها إلى نظام باكيها لامتلاك الأراضي. قانون تعديل الشؤون الماورية الصادر عام 1967، كما عُرف لاحقًا، سمح بشكل عام بتدخل أكبر في حيازة الأراضي الماورية، وكان يُنظر إليه وسط الماورين على أنه «استيلاء على الأراضي» من قبل باكيها. وفقًا لقانون تعديل الشؤون الماورية الصادر عام 1957، فإن مالكي الأراضي الذين يمتلكون أسهمًا بقيمة أقل من 50 دولارًا مُلزمون ببيع أسهمهم، ما أصبح نوعًا إشكاليًا لتحويل ملكية الأراضي. وكُثف هذا الأمر بموجب قانون 1967. عارضت كل المجموعات والمنظمات الماورية بقوة هذه المشاريع؛ لأن القانون عارض وبشكل صارخ أهمية الأراضي الماورية وقدسيتها طبقًا لمبدأ ترانجواواي (turangawaewae) الذي يعني أحقية الإقامة والانتماء لتلك الأراضي. 
نُظر للقانون بشكل عام على أنه حافز للحركة الاحتجاجية الماورية، وتشير الدلائل بشكل قاطع إلى ذلك. إلا أنه يمكن النظر إلى الحركة باعتبارها جزءًا من حركة الحقوق المدنية الأكثر اتساعًا التي ظهرت في أنحاء العالم في ستينيات القرن العشرين. أُلغي القانون بموجب قانون تعديل شؤون الماوريين الصادر في عام 1974، الذي قاده وزير شئون الماوري ماتيو راتا.

## التواصل الرياضي مع جنوب أفريقيا
تمتلك نيوزلندا تاريخًا طويلًا من التواصل الرياضي مع جنوب أفريقيا، خصوصًا عن طريق اتحاد الرجبي. حتى سبعينيات القرن العشرين، أدى هذا التواصل إلى التمييز ضد اللاعبين الماوريين، إذ لم يسمح نظامُ الأبارتايد السياسي في جنوب أفريقيا في معظم فترات القرن العشرين لأشخاص من أعراق مختلفة بالتشارك في لعب الرياضة سويًا، وبالتالي طالب مسؤولو جنوب أفريقيا بألا يشارك اللاعبون الماوريون في الجوانب المشاركة في الجولة ببلدهم. بالرغم من كون بعض أفضل لاعبي فريق نيوزلندا كانوا ماوريون، وُوفق على الطلب، واستُثني الماوريون من جولات جنوب أفريقيا. لطالما اعترض بعض اللاعبين الماوريين على هذا الأمر، لكنها لم تصبح مشكلة رئيسة حتى عام 1960، حين كان هناك عدة احتجاجات عامة حول استبعاد المارويين من المشاركة في جولة هذا العام. تشكلت الجماعة الاحتجاجية «أوقفوا جميع الجولات العنصرية» في عام 1969. بالرغم من كون الماوريين هم المحور الرئيس في هذه المشكلة، وكون الماوريين مشاركين في الاحتجاجات، هيمنت باكيها على الحركة المناهضة للجولة.
في عام 1973، أُلغيت جولة لفريق نيوزلندا عرضها فريق سبرينغبوكس (فريق رجبي جنوب أفريقي). في عام 1967 رضخت حكومة جنوب أفريقيا وسمحت بمشاركة فريق أول بلاكس مختلف الأعراق في جولة جنوب أفريقيا. إلا أنه بحلول ذلك الوقت كان الرأي العالمي قد انقلب ضد أي تواصل رياضي مع جنوب أفريقيا، وواجهت نيوزلندا ضغوطًا دولية كبيرة لقطع العلاقات. بالرغم من ذلك، قام فريق سبرينغبوكس بجولة بنيوزلندا في عام 1981، ما أثار احتجاجات جماعية وعصيانًا مدنيًا. بالرغم من استمرار باكيها في قيادة الحركة، كان لماوري دورًا بارزًا فيها، وشكلت مجموعة باتو في أوكلاند كي تحافظ على استقلاليتها وسط الحركة الأكبر.
أثناء الجولة وبعدها، شكك العديد من المحتجين الماوريين في التزام محتجي باكيها بالمساواة العرقية، واتهموهم بالتركيز على العنصرية في بلادهم بينما تجاهلوها في نيوزلندا. لم يشارك أغلب محتجي باكيها بشكل كبير في الاحتجاج بعد انتهاء الدورة، لكن أدارت قلة بارزة -تتضمن عدة مجموعات مناهضة للدورة- انتباهها إلى المشاكل العرقية بنيوزلندا، وخاصة التحيز لباكيها ومعاهدة وايتانغي.